# Grindelwaldbus

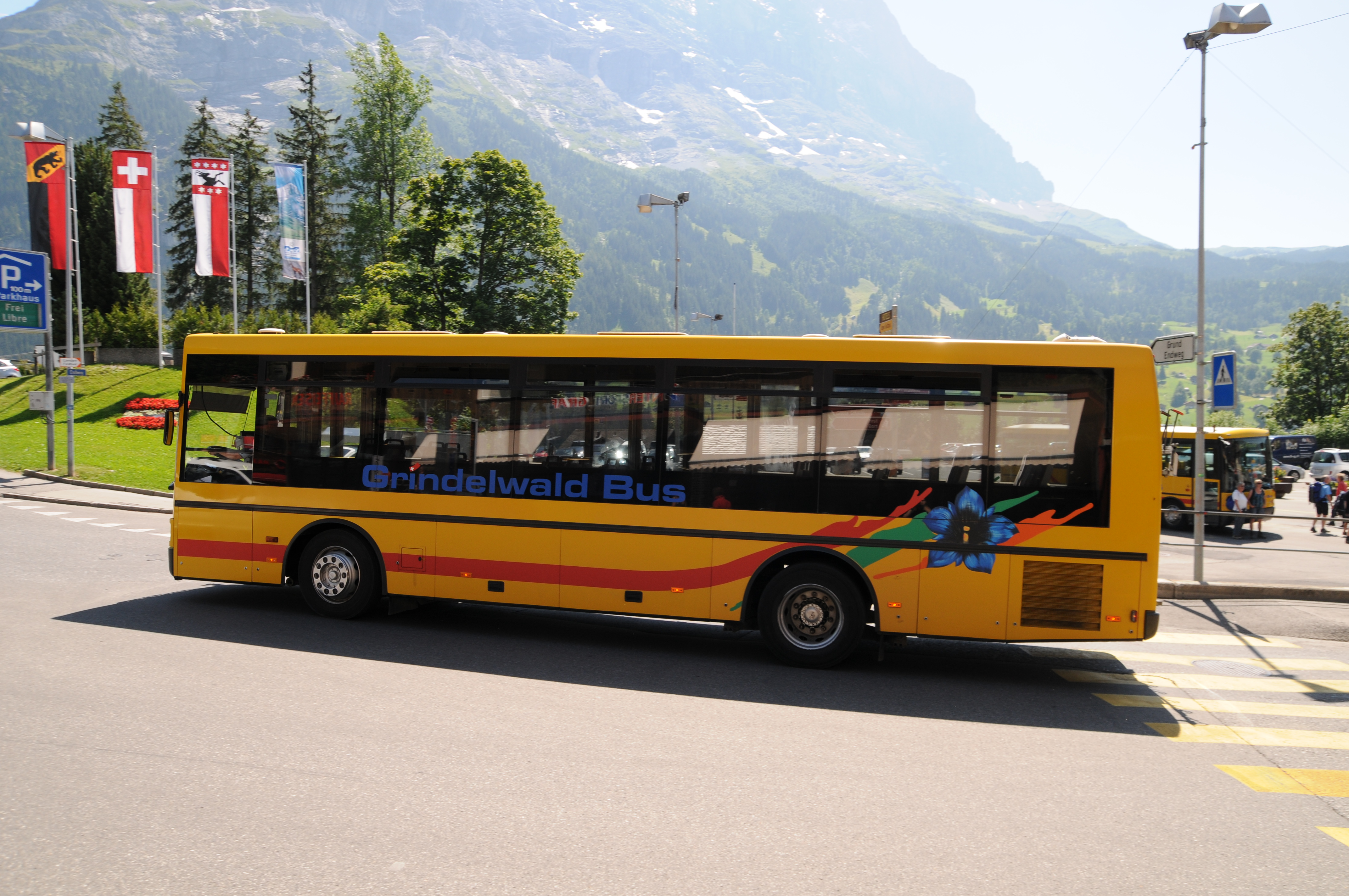
Grindelwald Bus

Grindelwaldbus ist ein öffentliches Verkehrsunternehmen in der Schweiz, das die Gemeinde Grindelwald bedient.
Es betreibt ein Netz von sechs Bus-Linien in der Hauptsaison (Sommer und Winter) und drei in der Nebensaison (Winter und Frühling).

## Streckennetz

### Sommerfahrplan
| Linie | Strecke                                             | Haltestellen | Fahrzeit in Minuten | Netzplan |
| ----- | --------------------------------------------------- | ------------ | ------------------- | -------- |
| 121   | Grindelwald Terminal – Grindelwald Oberer Gletscher | 16           | 25/23               |          |
| 122   | Grindelwald Gletscherschlucht – Grindelwald Klusi   | 24/23        | 26/30               |          |
| 123   | Grindelwald Kirche – Grindelwald Itramen, Egg       | 21           | 28                  |          |
| 126   | Grindelwald Bahnhof – Grindelwald Bussalp           | 10           | 30/25               |          |
| 127   | Grindelwald Bahnhof – Grindelwald Waldspitz         | 11           | 35/32               |          |
| 128   | Grindelwald Bahnhof – Meiringen Schwarzwaldalp      | 20           | 51/50               |          |

### Winterfahrplan Hochsaison
| Linie | Strecke                                             | Haltestellen | Fahrzeit in Minuten | Netzplan |
| ----- | --------------------------------------------------- | ------------ | ------------------- | -------- |
| 121   | Grindelwald Terminal – Grindelwald Oberer Gletscher | 16           | 25/23               |          |
| 122   | Grindelwald Gletscherschlucht – Grindelwald Klusi   | 23           | 24/30               |          |
| 123   | Grindelwald Kirche – Grindelwald Itramen, Egg       | 23           | 28                  |          |
| 124   | Grindelwald Bodmi – Grindelwald Stutz               | 19           | 30/23               |          |
| 125   | Grindelwald Bahnhof – Grindelwald Oberäll           | 4            | 15/13               |          |
| 126   | Grindelwald Bahnhof – Grindelwald Bussalp           | 9            | 35                  |          |

### Winter- / Frühlingsfahrplan Nebensaison
| Linie | Strecke                                             | Haltestellen | Fahrzeit in Minuten | Netzplan |
| ----- | --------------------------------------------------- | ------------ | ------------------- | -------- |
| 121   | Grindelwald Terminal – Grindelwald Oberer Gletscher | 16           | 25/23               |          |
| 122   | Grindelwald Gletscherschlucht – Grindelwald Bodmi   | 22/21        | 23/28               |          |
| 123   | Grindelwald Kirche – Grindelwald Itramen, Egg       | 23           | 28                  |          |